# キバナシャクナゲ
キバナシャクナゲ（黄花石楠花、学名: Rhododendron aureum）は、ツツジ属シャクナゲ亜属の低木である。

## 分布
シベリア東部・満洲・朝鮮半島北部・樺太・千島列島・カムチャツカなど東アジアの寒冷地に広く分布する。
日本では北海道から中部地方までの高山帯から亜高山帯上部にかけて自生する高山植物である。名前のとおり、淡い黄色の花を咲かせる。分布域がアズマシャクナゲやハクサンシャクナゲよりさらに高地であり、生息環境が厳しいため樹高は3～40cmにしかならない。
北海道倶知安町の町花となっている。広く植栽に用いられ、ロックガーデンに植えられるほか、盆栽の材料にもなっている。

## 品種
八重咲きの品種をヤエキバナシャクナゲ（R. aureum Georgi f. senamense (Y.Yabe) H.Hara）、花の白い品種をゴシキシャクナゲ（R. aureum Georgi f. albiforum S.Watan.）と称することがある。